# André Cavens
Pour les articles homonymes, voir Cavens.
André Cavens est un réalisateur belge né le 1er octobre 1912 à Bruxelles et mort le 9 avril 1971.
Un prix André-Cavens a été créé par l’Union de la critique de cinéma (UCC).

## Filmographie
- 1961 : Il y a un train toutes les heures
- 1965 : La Présence désolée, court-métrage (15 minutes), d'après la nouvelle de Thomas Owen, tourné au Grand-Hornu[1].
- 1968 : Michaella